# Pietro Luigi Speranza
Pietro Luigi Speranza, também conhecido como Pier Luigi (Piario, 3 de dezembro de 1801 - Bérgamo, 4 de junho de 1879) foi um bispo católico italiano, bispo de Bérgamo de 1853 até sua morte.

## Biografia
Nascido em 1801 no distrito de Candrietti, no município de Piario, ele foi o sexto filho de Francesco e Maria Anna Fornoni. Em 1818 ingressou no seminário de Bérgamo. Foi aluno de Marco Celio Passi, Giuseppe Benaglio e Giovanni Brignoli, treinando sob a égide do bispo Pietro Mola. Tornou-se primeiro subdiácono e depois diácono em 12 de junho de 1824, e recebeu a ordenação sacerdotal em 18 de setembro. Em 1830, foi nomeado professor de teologia moral no seminário do Colégio Apostólico, onde ele próprio estudou, com base teórica inspirada em Santo Ambrósio e São Carlos. Em 1842 foi promovido a cônego penitenciário pelo bispo Carlo Gritti Morlacchi.
Ele foi nomeado bispo de Bérgamo pelo Papa Pio IX em 19 de dezembro de 1853.
Em 1868 ele emitiu o decreto reconhecendo a Congregação da Sagrada Família de Bérgamo.
Homem forte e severo, foi figura central do Risorgimento Lombardo durante os anos da Unificação da Itália. Participou do Concílio Vaticano I. Seu cenotáfio, uma obra de mármore de Luigi Pagani, é guardado no cemitério Piario. 